# Terminalia pterocarya
Terminalia pterocarya är en tvåhjärtbladig växtart som beskrevs av Ferdinand von Mueller. Terminalia pterocarya ingår i släktet Terminalia och familjen Combretaceae. Inga underarter finns listade i Catalogue of Life.